# Abdij Ten Roosen
De abdij Ten Roosen (ook: Abdij ter Rozen) is een voormalige abdij aan de rand van de Belgische stad Aalst, nabij het gehucht Mijlbeek. Tussen 1228 en 1240 vestigde een orde Cisterciënzerinnen zich op het hof nabij het (huidige) kruispunt van de Moorselbaan met de Beekstraat. Deze abdij stond onder het hoofdbestuur van de Abdij van Baudeloo.
In 1567 werd de abdij door de geuzen deels platgebrand. De nonnen weken uit naar Aalst en Keulen. Rond 1597 werd de abdij weer door kloosterlingen bewoond, en begin 17e eeuw werden de gebouwen hersteld. In de Franse tijd werd het klooster opgeheven en in 1797 werden de gebouwen via een openbare verkoping gekocht. De kloostergebouwen werden uiteindelijk afgebroken. Van het klooster zijn geen restanten bewaard gebleven.
In de 19e eeuw werd een nieuw woonhuis opgetrokken. In de 20e eeuw kreeg het huis een aanbouw waarin klaslokalen werden gevestigd. In het park verschenen een directeurswoning en schoolgebouwen.
In Aalst zijn baksteenovens terug gevonden die zijn gebruikt voor de abdij. Twee ovens zouden in de middeleeuwen bakstenen hebben geleverd toen het klooster werd gebouwd, een derde oven diende waarschijnlijk voor de herstelwerkzaamheden in de 17e eeuw.
In de kerk van het dorp Herdersem staat het eikenhouten Mariabeeld 'Onze-Lieve-Vrouw Ten Roosen', dat oorspronkelijke afkomstig is uit de abdij. Het beeld dateert uit begin 16e eeuw. Toen de abdij eind 18e eeuw werd opgeheven, schonk een van de laatste nonnen het beeld aan de kerk van Herdersem.